# Eduardo Blanco (futbolista)
Eduardo Blanco (Rosario, Argentina, 1897 - Ibidem, 1958) fue un futbolista argentino que se desempeñaba como mediocampista y desarrolló su carrera en Rosario Central. Era hermano de Antonio Blanco. Nació en 1897 y falleció en 1958. Era apodado Botafogo, debido a su dinamismo, vitalidad y rapidez. Integró también la selección  de Argentina.

## Carrera

### Como jugador
Debutó en Rosario Central en 1914, llegando a jugar 69 partidos y convirtiendo 10 goles. Se coronó campeón en varias oportunidades, tanto a nivel rosarino como nacional en copas oficiales de AFA. Debió dejar el fútbol tempranamente a causa de una lesión en la rodilla izquierda, privando al fútbol de la época de un promisorio valor.
Su llegada al equipo de primera coincidió con una etapa brillante para el club; obtuvo la Copa Nicasio Vila en 4 ocasiones consecutivas, entre 1914 y 1917. Además fue campeón a nivel nacional ganó tres copas: la Ibarguren 1915, la de Honor 1916 y la Competencia 1916.

#### Clubes
| Club            | País      | Año       |
| --------------- | --------- | --------- |
| Rosario Central | Argentina | 1914-1918 |

### Como entrenador
Una vez retirado se mantuvo ejerciendo distintos cargos en el club, hasta que fue entrenador del primer equipo. Se hizo cargo de la primera canalla en 1930, conduciendo a Rosario Central al título en la Copa Vila de ese año. Junto con Harry Hayes y Edgardo Bauza, son los únicos técnicos que han podido salir campeones de un torneo oficial de Primera División tanto como jugadores y como entrenadores.

#### Clubes
| Club            | País      | Año  |
| --------------- | --------- | ---- |
| Rosario Central | Argentina | 1930 |

## Selección Argentina
Disputó 2 encuentros con la Selección Argentina de Fútbol, e integró el plantel que disputó el Campeonato Sudamericano 1917, consagrándose subcampeón (aunque  no llegó a jugar en el torneo). En 1918 se alzó con dos copas: la  de Honor Argentino y la Lipton.

### Participaciones en la Copa América
| Copa                         | Sede    | Resultado  |
| ---------------------------- | ------- | ---------- |
| Campeonato Sudamericano 1917 | Uruguay | Subcampeón |

### Participaciones en la Selección
| Instancia            | Fecha      | Rival   | Resultado |
| -------------------- | ---------- | ------- | --------- |
| Copa Honor Argentino | 15-08-1918 | Uruguay | 0-0       |
| Copa Lipton          | 20-09-1918 | Uruguay | 1-1       |

## Palmarés

### Como jugador

#### Torneos internacionales oficiales
| Título               | Selección | Sede                                      | Año  |
| -------------------- | --------- | ----------------------------------------- | ---- |
| Copa Lipton          | Argentina | Bandera de Argentina · Bandera de Uruguay | 1918 |
| Copa Honor Argentino | Argentina | Bandera de Argentina · Bandera de Uruguay | 1918 |

#### Torneos nacionales oficiales
| Título                          | Equipo          | País      | Año  |
| ------------------------------- | --------------- | --------- | ---- |
| Copa Dr. Carlos Ibarguren       | Rosario Central | Argentina | 1915 |
| Copa de Honor                   | Rosario Central | Argentina | 1916 |
| Copa de Competencia Jockey Club | Rosario Central | Argentina | 1916 |

#### Torneos locales oficiales
| Título                | Equipo          | País      | Año  |
| --------------------- | --------------- | --------- | ---- |
| Copa Nicasio Vila     | Rosario Central | Argentina | 1914 |
| Copa Damas de Caridad | Rosario Central | Argentina | 1914 |
| Copa Nicasio Vila     | Rosario Central | Argentina | 1915 |
| Copa Damas de Caridad | Rosario Central | Argentina | 1915 |
| Copa Nicasio Vila     | Rosario Central | Argentina | 1916 |
| Copa Damas de Caridad | Rosario Central | Argentina | 1916 |
| Copa Nicasio Vila     | Rosario Central | Argentina | 1917 |

### Como entrenador

#### Torneos locales oficiales
| Título            | Equipo          | País      | Año  |
| ----------------- | --------------- | --------- | ---- |
| Copa Nicasio Vila | Rosario Central | Argentina | 1930 |